# فوميي سوزوكي
فوميي سوزوكي (باليابانية: 鈴木 郁也) (29 أبريل 1998 في طوكيو في اليابان – )؛ هو لاعب كرة قدم ياباني سابق كان يلعب كمهاجم.

## وصلات خارجية
- فوميي سوزوكي على موقع رابطة كرة القدم اليابانية للمحترفين (اليابانية)
- فوميي سوزوكي على موقع قاعدة بيانات كرة القدم.إي يو (الإنجليزية)
- فوميي سوزوكي على موقع Soccerway.com (الإنجليزية)